# エベリン・アシュフォード
エベリン・アシュフォード（Evelyn Ashford, 1957年4月15日 - ）は、アメリカ合衆国ルイジアナ州シュリーブポート出身の陸上競技選手。女子100メートル競走の元世界記録保持者。35歳で1992年バルセロナオリンピックに出場、短距離・障害種目で当時の史上最年長米国代表。（ジョナサン・パットンコーチ）

## 主な実績
| 年   | 大会                   | 場所                         | 種目         | 結果    | 記録   |
| ---- | ---------------------- | ---------------------------- | ------------ | ------- | ------ |
| 1983 | 世界陸上競技選手権大会 | ヘルシンキ(フィンランド)     | 100m         | -       | DNF    |
| 1984 | オリンピック           | ロサンゼルス(アメリカ合衆国) | 100m         | 1位     | 10秒97 |
| 1984 | オリンピック           | ロサンゼルス(アメリカ合衆国) | 4×100mリレー | 1位     | 41秒65 |
| 1988 | オリンピック           | ソウル（韓国）               | 100m         | 2位     | 10秒83 |
| 1988 | オリンピック           | ソウル（韓国）               | 4×100mリレー | 1位     | 41秒98 |
| 1991 | 世界陸上競技選手権大会 | 東京(日本)                   | 100m         | 5位     | 11秒30 |
| 1991 | 世界陸上競技選手権大会 | 東京(日本)                   | 4×100mリレー | -       | DNF    |
| 1992 | オリンピック           | バルセロナ(スペイン)         | 100m         | 5位(sf) | 11秒29 |
| 1992 | オリンピック           | バルセロナ(スペイン)         | 4×100mリレー | 1位     | 42秒11 |

## 世界記録
- 100m - 10秒79 （1983年7月3日:コロラドスプリングス）
- 100m - 10秒76 （1984年8月22日:チューリヒ）